# كيمبال ماسك
كيمبال ريف ماسك (بالإنجليزية: Kimbal Reeve Musk)‏ ولد في 20 سبتمبر 1972 بجنوب أفريقيا، رجل أعمال ومالك لمجموعة مطاعم كبرى في شيكاغو، كولورادو ،انديانابوليس وكليفلاندوقد أسس مع أخيه إيلون ماسك شركة زيب 2.

## النشأة
نشأ كيمبال مع شقيقه إيلون وشقيقته توسكا والعديد من أبناء عمومته. كانت والدته ماي ماسك أخصائية تغذية بارزة وكان والده يمارس مهنته الهندسية الخاصة. بعد التخرج من المدرسة الثانوية في بريتوريا، جنوب أفريقيا، غادر ماسك للقاء شقيقه في كينغستون، أونتاريو، كندا والتحق بالجامعة لمتابعة شهادة البكالوريوس في الأعمال في جامعة كوينز. أثناء تواجده في المدرسة، عمل ماسك لأول مرة في بنك أف نوفا سكوتيا. تخرج من جامعة كوينز عام 1995.

## حياته الشخصية
تزوج كيملال من جين لوين والتي أسست معه مشروعه التجاري (The Kitchen). لدي الزوجين ثلاثة أطفال، ولكن تم الطلاق بينهما لاحقًا. اعتبارًا من عام 2015، يعيش كيمبال في بولدر، كولورادو. وفي أبريل 2018، تزوج من كريستيانا ويلي، ناشطة بيئية وابنة الملياردير سام ويلي.